# Durham Wasps
Die Durham Wasps waren ein Eishockeyclub der Stadt Durham in England. Die Wasps spielten von 1982 bis 1996 in der British Hockey League. Ihre Heimspiele trugen sie im 2.860 Zuschauer fassenden Durham Ice Rink aus.

## Geschichte
Die Durham Wasps spielten von 1982 bis 1996 während deren ganzen Bestehens in der British Hockey League, der damals höchsten britischen Spielklasse. In den Jahren 1985, 1986, 1989, 1991 und 1992 gewannen sie jeweils deren Meistertitel. Als britischer Vertreter trat die Mannschaft auf internationaler Ebene mehrfach im Eishockey-Europapokal an, konnte dort jedoch nicht überzeugen. In den Jahren 1984, 1987, 1988 und 1990 gewannen die Durham Wasps jeweils den Autumn Cup. Im Jahr 1996 wurde der Verein aufgelöst. 

## Bekannte ehemalige Spieler
- Darren Durdle
- Alexander Koschewnikow
- Randy Velischek
- Jonathan Weaver
- Gary Yaremchuk